# أندريه دايسون
أندريه دايسون (بالإنجليزية: Andre Dyson)‏ هو لاعب كرة قدم أمريكية أمريكي، ولد في 25 مايو 1979 في يوتا في الولايات المتحدة.

## وصلات خارجية
- أندريه دايسون على موقع مرجع كرة القدم المحترفة.كوم (الإنجليزية)